# Brunellia ecuadoriensis
Brunellia ecuadoriensis är en tvåhjärtbladig växtart som beskrevs av José Cuatrecasas. Brunellia ecuadoriensis ingår i släktet Brunellia och familjen Brunelliaceae. Inga underarter finns listade i Catalogue of Life.